# 34215 Stutigarg
34215 Stutigarg è un asteroide della fascia principale. Scoperto nel 2000, presenta un'orbita caratterizzata da un semiasse maggiore pari a 2,5699043 au e da un'eccentricità di 0,1129768, inclinata di 2,59132° rispetto all'eclittica.